# Feuille de chêne (décoration militaire)
Pour les articles homonymes, voir Feuille de chêne (homonymie).
Ne doit pas être confondu avec l'insigne de rang représenté par la feuille de chêne qui est propre à certains grades comme Major ou Lieutenant-Colonel.
Les feuilles de chêne (en anglais : Oak leaf cluster, littéralement grappe de feuilles de chêne) sont un petit insigne en métal porté par les membres de l'un des sept services en uniforme des États-Unis, sur des médailles ou des rubans délivrés par l'Armée des États-Unis, l'Air Force ou par le département de la Défense pour valoriser une précédente récompense. De bronze ou d'argent, elle est formée par une grappe avec quatre feuilles de chêne et trois glands accrochés à la base de la tige. La grappe en bronze correspond à une reconnaissance complémentaire, alors que la grappe en argent représente cinq grappes en bronze. 6 041 Feuilles de Chêne ont été décernées durant la Première Guerre mondiale

## Port de l'insigne et exemples
Les grappes de feuilles de chêne sont portées avec les tiges pointant vers le côté droit du porteur. Pour les médailles, des grappes de 1,03 cm sont accrochées sur le ruban de la médaille. Si quatre grappes sont portées sur le ruban, la quatrième doit être positionnée en dessous de la grappe du milieu (les grappes sont alignées dans ce cas horizontalement). Pour les rubans de service, des grappes de 7,9 mm sont accrochées avec un maximum de quatre grappes par ruban. Si un nombre supérieur de grappes doit être porté, alors le port d'un second ruban est autorisé à côté du premier ruban. Dans ce cas, le second ruban compte pour une récompense additionnelle en lieu et place d'une grappe. Si des grappes en bronze sont remplacées par une grappe en argent et qu'il n'y a plus de justification de second ruban, ce dernier doit alors être enlevé. L'ordre des grappes doit être le suivant :
| Première récompense        | |
| Seconde récompense         | Bronze oak leaf cluster |
| Troisième récompense       | Bronze oak leaf cluster · Bronze oak leaf cluster |
| Quatrième récompense       | Bronze oak leaf cluster · Bronze oak leaf cluster · Bronze oak leaf cluster                                                                               |
| Cinquième récompense       | Bronze oak leaf cluster · Bronze oak leaf cluster · Bronze oak leaf cluster · Bronze oak leaf cluster                                                     |
| Sixième récompense         | Silver oak leaf cluster |
| Septième récompense        | Silver oak leaf cluster · Bronze oak leaf cluster |
| Huitième récompense        | Silver oak leaf cluster · Bronze oak leaf cluster · Bronze oak leaf cluster                                                                               |
| Neuvième récompense        | Silver oak leaf cluster · Bronze oak leaf cluster · Bronze oak leaf cluster · Bronze oak leaf cluster                                                     |
| Dixième récompense         | Silver oak leaf cluster · Bronze oak leaf cluster · Bronze oak leaf cluster · Bronze oak leaf cluster                                                     |
| Onzième récompense         | Silver oak leaf cluster · Silver oak leaf cluster |
| Douzième récompense        | Silver oak leaf cluster · Silver oak leaf cluster · Bronze oak leaf cluster                                                                               |
| Treizième récompense       | Silver oak leaf cluster · Silver oak leaf cluster · Bronze oak leaf cluster · Bronze oak leaf cluster                                                     |
| Quatorzième récompense     | Silver oak leaf cluster · Silver oak leaf cluster · Bronze oak leaf cluster · Bronze oak leaf cluster                                                     |
| Quinzième récompense       | Silver oak leaf cluster · Silver oak leaf cluster · Bronze oak leaf cluster · Bronze oak leaf cluster · Bronze oak leaf cluster                           |
| Seizième récompense        | Silver oak leaf cluster · Silver oak leaf cluster · Silver oak leaf cluster                                                                               |
| Dix-septième récompense    | Silver oak leaf cluster · Silver oak leaf cluster · Silver oak leaf cluster · Bronze oak leaf cluster                                                     |
| Dix-huitième récompense    | Silver oak leaf cluster · Silver oak leaf cluster · Silver oak leaf cluster · Bronze oak leaf cluster                                                     |
| Dix-neuvième récompense    | Silver oak leaf cluster · Silver oak leaf cluster · Silver oak leaf cluster · Bronze oak leaf cluster · Bronze oak leaf cluster                           |
| Vingtième récompense       | Silver oak leaf cluster · Silver oak leaf cluster · Silver oak leaf cluster · Bronze oak leaf cluster · Bronze oak leaf cluster · Bronze oak leaf cluster |
| Vingt-et-unième récompense | Silver oak leaf cluster · Silver oak leaf cluster · Silver oak leaf cluster · Silver oak leaf cluster                                                     |

## Décorations et récompenses
Quand ceci est autorisé, les grappes de feuilles de chêne peuvent être portées sur des décorations et récompenses de l'Armée des États-Unis, de l'Air Force et du département de la Défense portées par des membres de l'un des sept services en uniforme des États-Unis, à savoir : l'Armée, la Navy, Air Force, Marine Corps, Coast Guard, Service Public de Santé, et les NOAA Commissioned Corps.
| Personnel de l'Armée                                                 | Personnel de l'Air Force                                             | Personnel de la Navy, Marines, Gardes Côtes, PHS, et NOAA,           |
| -------------------------------------------------------------------- | -------------------------------------------------------------------- | -------------------------------------------------------------------- |
| Distinguished Service Cross et Air Force Cross                       | Distinguished Service Cross et Air Force Cross                       | Distinguished Service Cross et Air Force Cross                       |
| Defense Distinguished Service Medal                                  | Defense Distinguished Service Medal                                  | Defense Distinguished Service Medal                                  |
| Distinguished Service Medal et Air Force Distinguished Service Medal | Distinguished Service Medal et Air Force Distinguished Service Medal | Distinguished Service Medal et Air Force Distinguished Service Medal |
| Silver Star                                                          | Silver Star                                                          |                                                                      |
| Defense Superior Service Medal                                       | Defense Superior Service Medal                                       | Defense Superior Service Medal                                       |
| Legion of Merit                                                      | Legion of Merit                                                      |                                                                      |
| Distinguished Flying Cross                                           | Distinguished Flying Cross                                           |                                                                      |
| Soldier's Medal and Airman's Medal                                   | Soldier's Medal and Airman's Medal                                   | Soldier's Medal and Airman's Medal                                   |
| Bronze Star Medal                                                    | Bronze Star Medal                                                    |                                                                      |
| Purple Heart                                                         | Purple Heart                                                         |                                                                      |
| Defense Meritorious Service Medal                                    | Defense Meritorious Service Medal                                    | Defense Meritorious Service Medal                                    |
| Meritorious Service Medal                                            | Meritorious Service Medal                                            |                                                                      |
|                                                                      | Air Medal                                                            |                                                                      |
|                                                                      | Aerial Achievement Medal                                             |                                                                      |
| Joint Service Commendation Medal                                     | Joint Service Commendation Medal                                     | Joint Service Commendation Medal                                     |
| Army et Air Force Commendation Medal                                 | Army and Air Force Commendation Medal                                | Army and Air Force Commendation Medal                                |
| Joint Service Achievement Medal                                      | Joint Service Achievement Medal                                      | Joint Service Achievement Medal                                      |
| Army and Air Force Achievement Medal                                 | Army and Air Force Achievement Medal                                 | Army and Air Force Achievement Medal                                 |
| Army Reserve Components Achievement Medal                            | Air Force Good Conduct Medal                                         |                                                                      |
|                                                                      | Air Force Longevity Service Award                                    |                                                                      |
|                                                                      | Overseas Service Ribbon (long et court)                              |                                                                      |
| Presidential Unit Citation                                           | Presidential Unit Citation                                           |                                                                      |
| Joint Meritorious Unit Award                                         | Joint Meritorious Unit Award                                         | Joint Meritorious Unit Award                                         |
| Valorous Unit Award                                                  | Gallant Unit Citation                                                |                                                                      |
| Meritorious Unit Commendation                                        | Meritorious Unit Award                                               |                                                                      |
| Superior Unit Award                                                  | Outstanding Unit Award                                               |                                                                      |
|                                                                      | Organizational Excellence Award                                      |                                                                      |
|                                                                      | Air Force NCO PME Graduate Ribbon                                    |                                                                      |
|                                                                      | Air Force Training Ribbon                                            |                                                                      |

Excepté pour la médaille de l'Air, unique décoration remise par l'Armée ou l'Air Force, et pour les décorations et récompenses remises par le département de la Défense, les autres services en uniforme utilisent des étoiles de 16,9 cm pour formaliser une récompense supplémentaire. Les étoiles en or sont l'équivalent d'une grappe en bronze alors qu'une étoile en argent correspond bien à une grappe en argent. Alors que l'Air Force utilise des grappes de feuilles de chêne pour la médaille de l'air, l'Armée utilise depuis la guerre du Vietnam des chiffres en bronze d'une taille de 4,7 cm pour notifier le nombre de décorations reçues. dans le cas où le ruban renseigne lui-même déjà d'une récompense, le nombre précise alors le nombre de récompenses complémentaires à ce ruban.

## Significations dans les autres pays
Dans les autres pays, les grappes de feuilles de chêne sont aussi utilisées comme décorations militaires et récompenses diverses. En Allemagne le chêne allemand étant l'arbre national, les feuilles de chêne sont un symbole prédominent dans la plupart des ordres militaires allemands. Durant la Seconde Guerre mondiale, la Croix de chevalier de la Croix de Fer peut être valorisée par des feuilles de chêne (mit Eichenlaub). Sur les 7 313 détenteurs de cette décoration, seuls 882 disposent des feuilles de chêne. Après la Seconde Guerre mondiale, les Croix de fer peuvent continuer à être portées par le détenteur seulement si la croix gammée est remplacée par des feuilles de chêne.
Dans les pays du Commonwealth, la feuille de chêne en bronze est une citation militaire.